# FA Charity Shield 1985
Lo FA Charity Shield 1985, noto in italiano anche come Supercoppa d'Inghilterra 1985, è stata la 63ª edizione della Supercoppa d'Inghilterra.
Si è svolto il 10 agosto 1985 al Wembley Stadium di Londra tra l'Everton, vincitore della First Division 1984-1985, e il Manchester United, vincitore della FA Cup 1984-1985.
A conquistare il titolo è stato l'Everton che ha vinto per 2-0 con reti di Trevor Steven e Adrian Heath.

## Partecipanti
| Squadre        | Qualificazione                           | Partecipazioni precedenti (il grassetto indica la vittoria)           |
| -------------- | ---------------------------------------- | --------------------------------------------------------------------- |
| Everton        | Vincitore della First Division 1984-1985 | 7 (1928, 1932, 1933, 1963, 1966, 1970, 1984)                          |
| Manchester Utd | Vincitore della FA Cup 1984-1985         | 11 (1908, 1911, 1948, 1952, 1956, 1957, 1963, 1965, 1967, 1977, 1983) |

## Tabellino
| Arbitro: | Joe Worrall |

|              |           |  |
| Steven Heath | Marcatori |  |

### Formazioni
| Everton:       |   |                     |  |          |
|                |   |                     |  |          |
| P              | 1 | Neville Southall    |  |          |
| D              |   | Gary Stevens        |  |          |
| D              |   | Kevin Ratcliffe (c) |  |          |
| D              |   | Derek Mountfield    |  |          |
| D              |   | Pat van den Hauwe   |  | Uscita   |
| C              |   | Trevor Steven       |  |          |
| C              |   | Paul Bracewell      |  |          |
| C              |   | Peter Reid          |  |          |
| C              |   | Kevin Sheedy        |  |          |
| A              |   | Graeme Sharp        |  |          |
| A              |   | Gary Lineker        |  | Uscita   |
| Sostituzioni:  |   |                     |  |          |
| D              |   | John Bailey         |  | Ingresso |
| A              |   | Adrian Heath        |  | Ingresso |
| Allenatore:    |   |                     |  |          |
| Howard Kendall |   |                     |  |          |

| Manchester Utd: |    |                   |  |          |
|                 |    |                   |  |          |
| P               | 1  | Gary Bailey       |  |          |
| D               | 2  | John Gidman       |  |          |
| D               | 5  | Paul McGrath      |  |          |
| D               | 6  | Graeme Hogg       |  |          |
| D               | 3  | Arthur Albiston   |  |          |
| C               | 7  | Bryan Robson (c)  |  |          |
| C               | 4  | Norman Whiteside  |  |          |
| C               | 8  | Mike Duxbury      |  | Uscita   |
| C               | 11 | Jesper Olsen      |  |          |
| A               | 9  | Mark Hughes       |  |          |
| A               | 10 | Frank Stapleton   |  |          |
| A disposizione: |    |                   |  |          |
| P               | 13 | Chris Turner      |  |          |
| D               | 16 | Clayton Blackmore |  |          |
| C               | 14 | Remi Moses        |  | Ingresso |
| C               | 15 | Peter Barnes      |  |          |
| A               | 12 | Alan Brazil       |  |          |
| Allenatore:     |    |                   |  |          |
| Ron Atkinson    |    |                   |  |          |